# Kirrweiler (Nadrenia-Palatynat)
Kirrweiler – miejscowość i gmina w Niemczech, w kraju związkowym Nadrenia-Palatynat, w powiecie Kusel, wchodzi w skład gminy związkowej Lauterecken-Wolfstein. Do 30 czerwca 2014 wchodziła w skład gminy związkowej Lauterecken.

## Współpraca
Miejscowości partnerskie:
- Kirrweiler (Pfalz), Nadrenia-Palatynat
- Kirrwiller, Francja
- Kirviller, Francja